# Actua Soccer
Actua Soccer ou VR Soccer é o primeiro jogo eletrônico de futebol da série homônima Actua Sports. Foi desenvolvido pela Gremlin Interactive, sendo um dos primeiros jogos de futebol a utilizar a tecnologia 3D. Foi lançado em 1995 para as plataformas Microsoft Windows, Macintosh, PlayStation e Sega Saturn. Actua Soccer contém apenas 44 seleções nacionais na versão do PlayStation a do PC continha 32 seleções, cada qual contendo 22 jogadores. Contudo, em 1996 foi lançada uma nova versão contendo clubes: Actua Soccer: Club Edition. Continha 20 equipes da Premier League da temporada 1996/1997. Esta primeira versão se tornou um best seller na Europa, principalmente no Reino Unido.Mesmo com gráficos 3D, o jogo possui uma péssima jogabilidade se tornando um dos piores jogos do gênero.

## Seleções
| - Estados Unidos - Rússia - Espanha - Bulgária - Bélgica - Dinamarca - Tunísia - Zâmbia - Suíça - Camarões - Itália - Inglaterra - Escócia - Egito - Colômbia - Suécia - Argentina - Irlanda - Países Baixos - Costa do Marfim - Gana - Romênia | - Alemanha - Grécia - Noruega - Arábia Saudita - França - Polónia - Brasil - Nigéria - México - Portugal - Islândia - Bolívia - China - Tchéquia - Uruguai - Japão - Eslováquia - Finlândia - País de Gales - Coreia do Sul - Marrocos - Irlanda do Norte |

## Actua Soccer: Club Edition
Essa versão possui as 20 equipes da Premier League de 1996-1997
| - Arsenal - Aston Villa - Blackburn Rovers - Chelsea - Coventry City - Derby County - Everton - Leeds United - Leicester City - Liverpool | - Manchester United - Middlesbrough - Newcastle United - Nottingham Forest - Sheffield Wednesday - Southampton - Sunderland - Tottenham Hotspur - West Ham United - Wimbledon |

## Arbitros
| - Matto - Araujo - Pairetto - Pena - Hrinak - Orumbouio - Bakas - Okada - Koho - Krondl - Brizio Carter - Marsiglia - Filippi Cavani - Quiniou - Kruger - Van Der Ende | - Lamolina - Karlsson - Torres Cadena - Burge - Mottram - Don - Baldas - Duk-Kwan - Rothlisberger - Jouini - Snoddy - Mikkelsen - Van Langenhoue - Vega Diaz - Spirin - Angeles |

CLUB EDITION
| - Paul Alcock - Gerald Ashby - Graham Barber - Martin Bodeham - Keith Burge - Paul Danson - Roger Dilkes - Steve Dunn - Paul Durkin | - David Elleray - Dermot Gallagher - Peter Jones - Steve Lodge - Graham Poll - Mike Reed - Mike Riley - Alan Wilkie - Gary Willard - Jeff Winter |

## Estádios
Os Estádios só possui apenas nomes de cidades na versão de clubes são estádios licenciados porem a leves variações.
| - New York - Moscow - Madrid - Sofia - Brussels - Copenhagen - Tunis - Lusaka - Zurich - Yaoundé - Rome - London - Glasgow - Cairo - Bogotá - Stockholm - Buenos Aires - Dublin - Amsterdam - Abidjan - Accra - Bucharest | - Berlin - Athenas - Oslo - Riyadh - Paris - Warsaw - Rio de Janeiro - Lagos - Guadalajara - Lisbon - Reykjavik - La Paz - Peking - Prague - Montevideo - Tokyo - Bratislava - Helsinki - Cardiff - Seoul - Rabat - Belfast |

CLUB EDITION
| - Highbury - Villa Park - Ewood Park - Stamford Bridge - Highfield Road - Riverside Stadium - Elland Road - Filbert Street - Anfield Road - City Ground | - Goodison Park - The Dell - Roker Park - White Hart Lane - Old Trafford - Baseball Ground - St. James Park - Upton Park - Selhurst Park - Hillsborough |